# Antes del amanecer
Antes del amanecer (Before Sunrise) es una película romántica estadounidense de 1995 dirigida por Richard Linklater y escrita por Linklater y Kim Krizan. La película sigue a Jesse (Ethan Hawke), un joven estadounidense, y Céline (Julie Delpy), una joven francesa, que se encuentran en un tren y desembarcan en Viena, donde pasan la noche caminando por la ciudad y conociéndose uno a otro.
La trama se considera minimalista, ya que no pasa mucho, aparte de caminar y hablar. Las ideas y perspectivas de los dos personajes sobre la vida y el amor son detalladas. Jesse es un romántico disfrazado de cínico, y Céline es aparentemente una romántica, aunque con algunas dudas. Tomando lugar en el transcurso de una noche, su limitado tiempo juntos siempre está en sus mentes, y los lleva a revelar más acerca de ellos mismos de lo que normalmente harían, ya que ambos creen que nunca se volverán a ver.
Antes del amanecer tuvo una recepción muy positiva por parte de los críticos. Jesse y Céline aparecerán más tarde en la película de Linklater, Waking Life. Una secuela de 2004, Before Sunset, retoma la historia nueve años después de los eventos de la primera película, y una secuela de 2013, Before Midnight, retoma la historia dieciocho años después.

## Sinopsis
Céline (Julie Delpy) es una estudiante francesa que va a visitar a su abuela en Budapest. Jesse (Ethan Hawke) es un joven estadounidense que realiza un viaje a través de Europa después de ser abandonado por su novia a quien realmente fue a visitar a España. Ambos se encuentran en un tren, en el trayecto entre Budapest y Viena. Llegados a Viena, Jesse debe descender, sin embargo, logra convencer a Céline para que pase una noche con él en la capital austríaca. En el curso de esa noche, se conocen a fondo, discuten y revelan cuestiones diversas como la vida, la muerte, el amor y el sexo. Visitan muchos lugares de Viena mientras conversan y se dan un beso mientras disfrutan del paisaje. Al día siguiente deben separarse. Pero en el último momento, mientras Céline se apresta a abordar el tren, deciden reencontrarse en el mismo lugar (la estación de Viena), a la misma hora, seis meses más tarde sin pasarse ningún dato de contacto.

## Premios y candidaturas
- Oso de Plata del Festival Internacional de Cine de Berlín al mejor director.
- Candidata al Oso de Oro del Festival Internacional de Cine de Berlín.
- Candidata al mejor beso en los MTV Movie Awards.
- Candidata al mejor actor en los MTV Movie Awards.